# Kuiseb

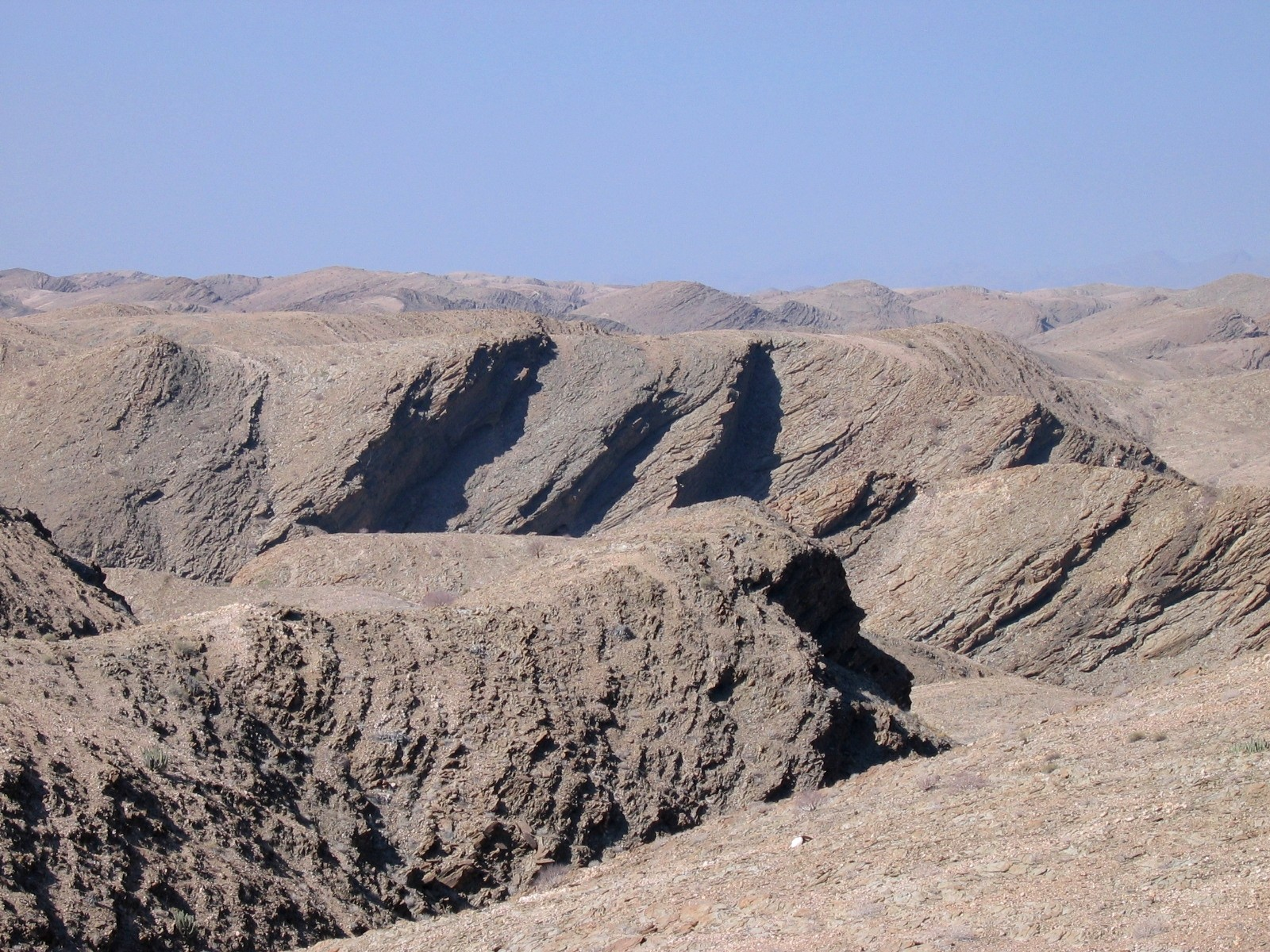
Kuiseb-canyon

De Kuiseb is een van de rivieren in Namibië die slechts enige dagen tot weken per jaar stromen. Tijdens overvloedige regens komen deze doorgaans droge rivieren tot leven. De Kuiseb ontstaat in het Khomshochland, een gebergte in het midden van Namibië en stroomt door de Namibwoestijn. De rivier mondt uit in de Atlantische Oceaan ten zuiden van Walvisbaai, in de gelijknamige baai.
In 1907 werd het gebied tussen de rivier de Swakop en de rivier de Kuiseb door de Duitse koloniale regering uitgeroepen tot een wildpark, dat thans deel uitmaakt van het Namib-Naukluft National Park.
Met een lengte van ongeveer 560 km is het een van de grootste rivieren in Namibië.

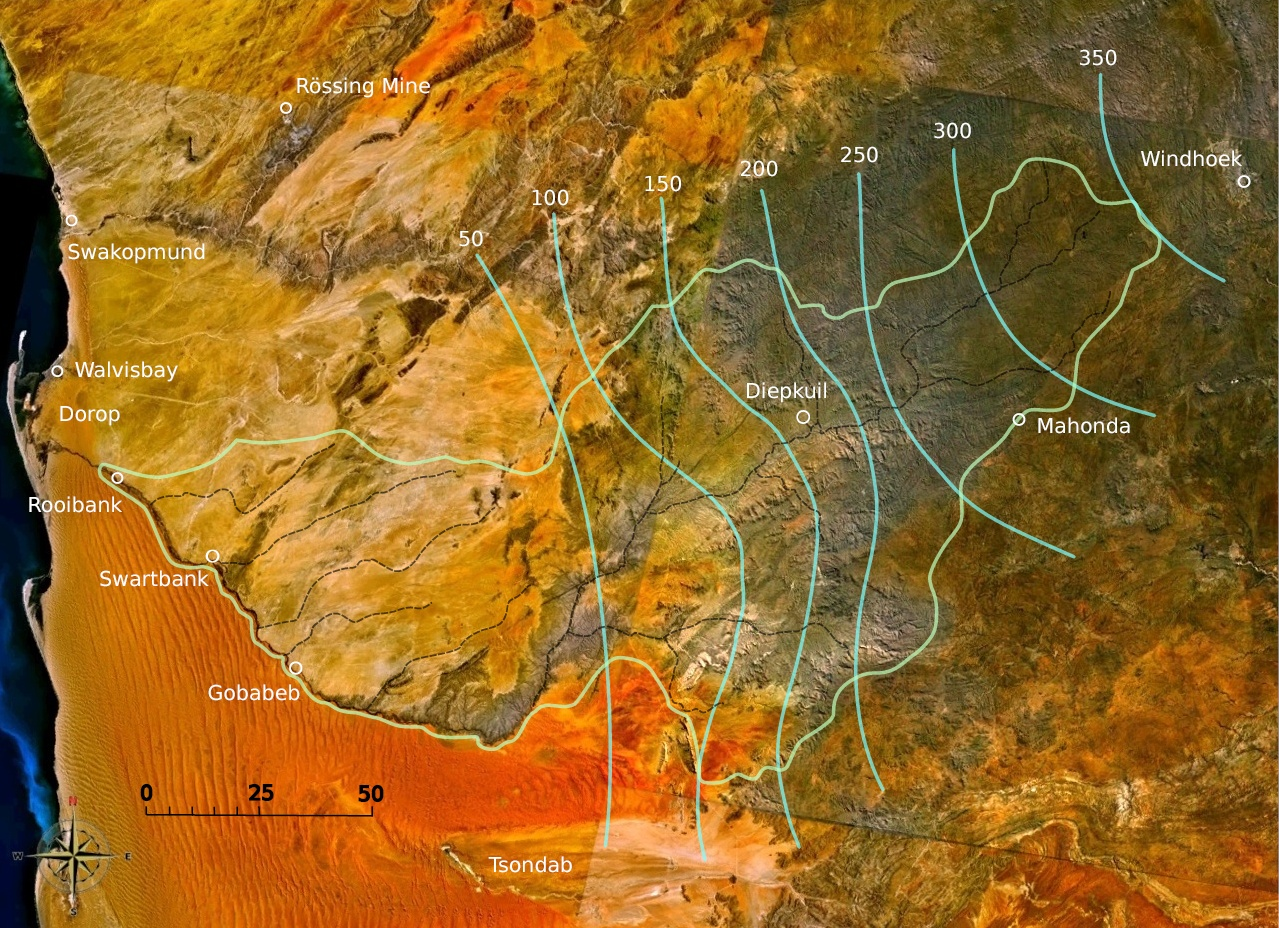
Brongebied van de Kuiseb met jaarlijkse neerslag in mm

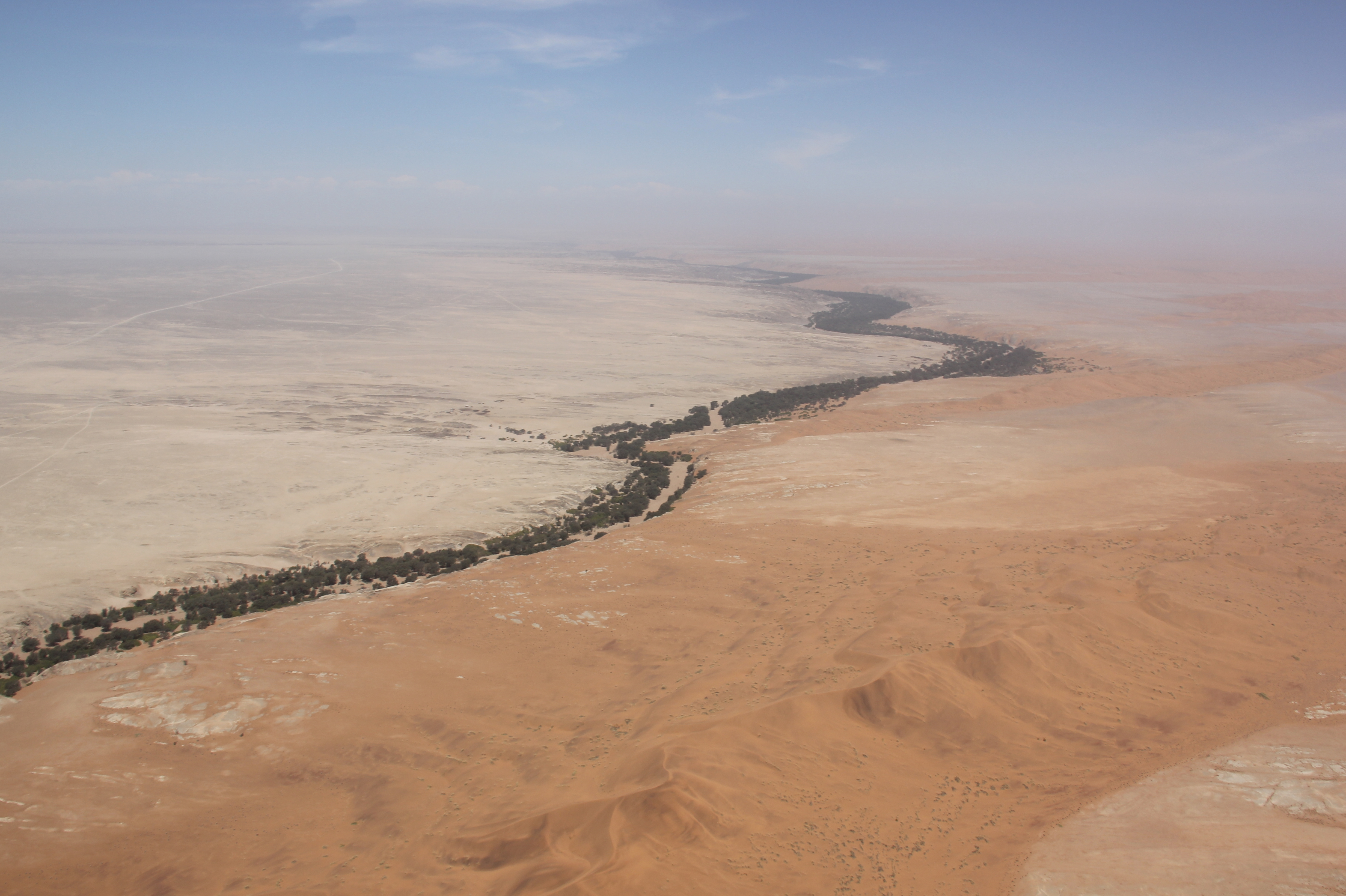
Uitgedroogde bedding

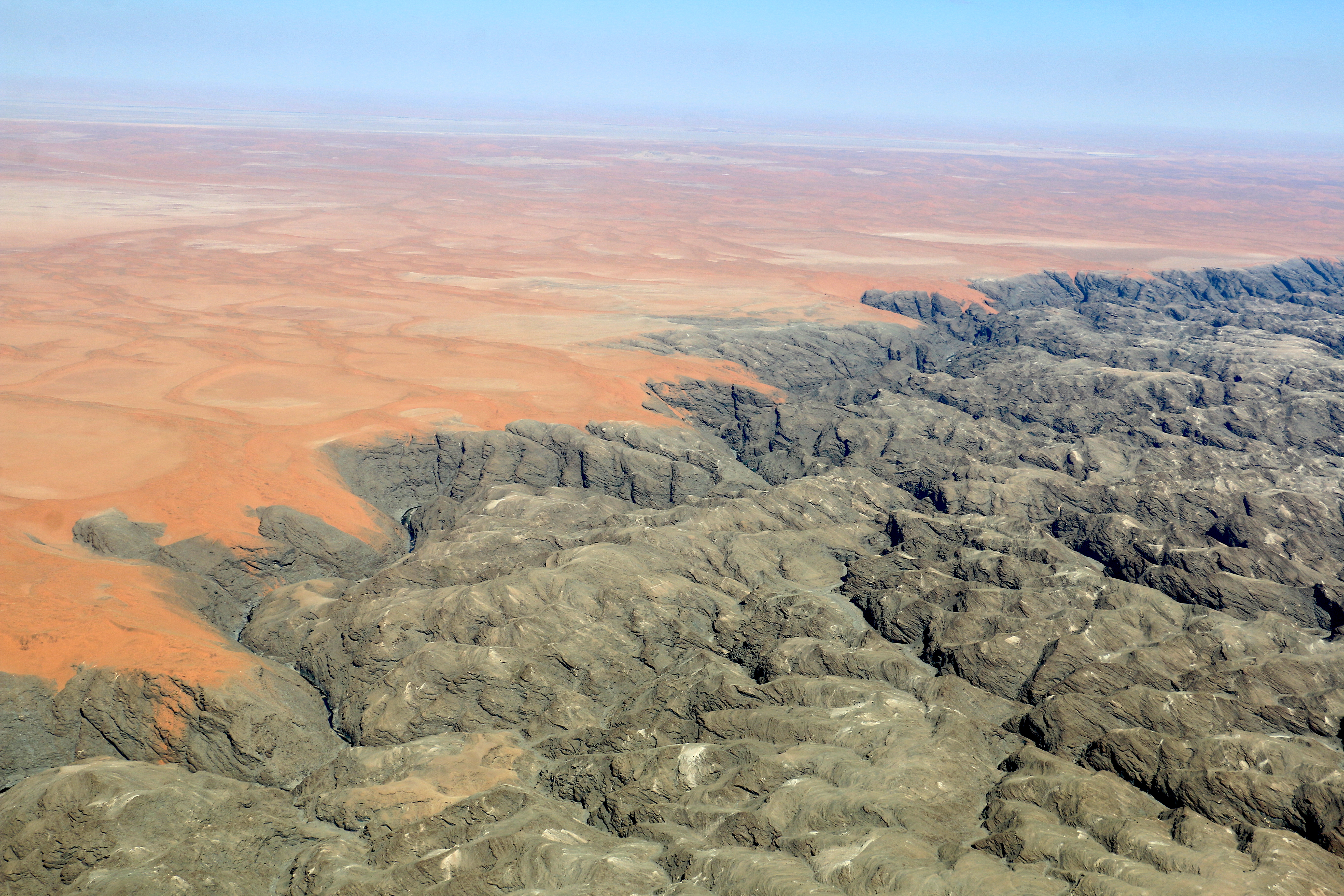
Kuiseb-Rivier vanuit de lucht (2017)

## Geologie
De meest voorkomende gesteenten in het Khomashochland zijn leisteen en kwartsieten.
Na de bron in het hoogland passeert de Kuiseb de Curt von François-vesting en verloopt in zuidwestelijke richting naar de twee tot vier miljoen jaar oude Kuiseb-Canyon in de Hakosbergen. Deze kloof is gemiddeld 20 meter breed en tot 200 meter diep. Enkele kilometers na het verlaten van de canyon bij de Kuiseb Pas verandert de rivier van richting en gaat ze naar het westen door de Namibwoestijn, waarbij ze ook het onderzoeksstation Gobabeb passeert. Tot aan de monding in de oceaan vormt de Kuiseb een grens tussen de oranje duinen van de Namib aan de zuidkant en het beige zand en gesteente aan de noordkant. Voorbij Gobabeb is de riviervlakte tot 1000 meter breed.

## Waterhuishouding
De gemiddelde waterafvoer bedraagt 20 miljoen m³ per jaar. Omdat veel water in de bodem zakt of verdampt, bereikt het meestal niet de riviermonding. Tussen 1837 en 1977 heeft de rivier slechts 14 keer de Atlantische Oceaan bereikt, dus in een op de tien jaar. De laatste keer was in 2011 en de voorlaatste in 2005. In deze jaren neemt de waterstroom het in de bedding gewaaide zand mee naar de oceaan. De afvoer van water staat in direct verband met de neerslaghoeveelheid in het brongebied. De waterafvoer wordt vooral bepaald door de neerslag in het oostelijk deel van het brongebied, deze bedraagt in Windhoek gemiddeld 365 mm per jaar en neemt naar het westen toe af (zie afbeelding). Bij neerslag wordt ook de grondwaterstand aangevuld. Grondwater is voor het kustgebied van Midden-Namibië van belang om de beide grote steden Walvisbaai en Swakopmund van water te voorzien. Voorts wordt de Rössing-uraniummijn, de bijbehorende stad Arandis en andere vestigingen in de regio, van water voorzien uit het gebied van de Kuiseb.
Over een afstand van ongeveer 150 km vanaf Harubes via Gobabeb tot Rooibank bevindt zich langs de oevers een strook met bosvegetatie. Deze bossen die slechts langs de benedenloop voorkomen, zijn afhankelijk van de onregelmatige aanvoer door de Kuiseb en van onderaardse stromen in de rivierbedding. Het droge dal van de Kuiseb is een soort lineare oase of groene gordel, een route waarlangs flora en fauna zich kunnen verspreiden. Beneden Rooibank verdwijnt de boomvegetatie uit het rivierdal. Er zijn berichten dat de vegetatie in het algemeen bezig is af te nemen. De oorzaak is mogelijk een dalende grondwaterstand die het gevolg is van de wateronttrekking voor menselijk gebruik. Ook kan overbeweiding door geiten geleid hebben tot teruggang in de vegetatie.

## De karpfenklif
Vanuit Walvisbocht gaat de C-14 over de Kuiseb-pas richting Maltahöhe. Nabij de pas in de Kuiseb-canyon bevond zich een van de schuilplaatsen van de Duitse geologen Hermann Korn en Henno Martin, die zich tijdens de Tweede Wereldoorlog in de woestijn schuilhielden van mei 1940 tot september 1942. De schuilplaats staat ook bekend als Henno Martin Shelter of Karpfenklif.